# Cokin
Cokin France s.a.s.u. és una empresa francesa, amb domicili social a Rungis al departament de Val-de-Marne, el qual produeix material fotogràfic i òptic.
És líder mundial en la producció de filtres rectangulars i és ben conegut per haver inventat el "Creative Filter System" el qual és un sistema adaptable per a portafiltres de placa. De fet, el seu nom s'associa generalment a aquest tipus de suport de filtre.
Els filtres quadrats requereixen un suport que s'adjunti a la lent mitjançant un anell adaptador de la mida adequada. A diferència dels filtres circulars de rosca, que estan lligats cadascun a unes lents d'un diàmetre concret, els del Cokin es poden utilitzar amb qualsevol lent, sempre que siguin prou grans per cobrir-lo sencer i es tingui l'adaptador. Amb el sistema Cokin, un filtre i un suport es poden muntar en diverses lents diferents canviant l'anell adaptador.
L'altre avantatge d'aquest sistema és l'ús de filtres graduats com els ND graduats, on l'àrea de transició de clar a ND es pot ajustar per adaptar-se a la composició.

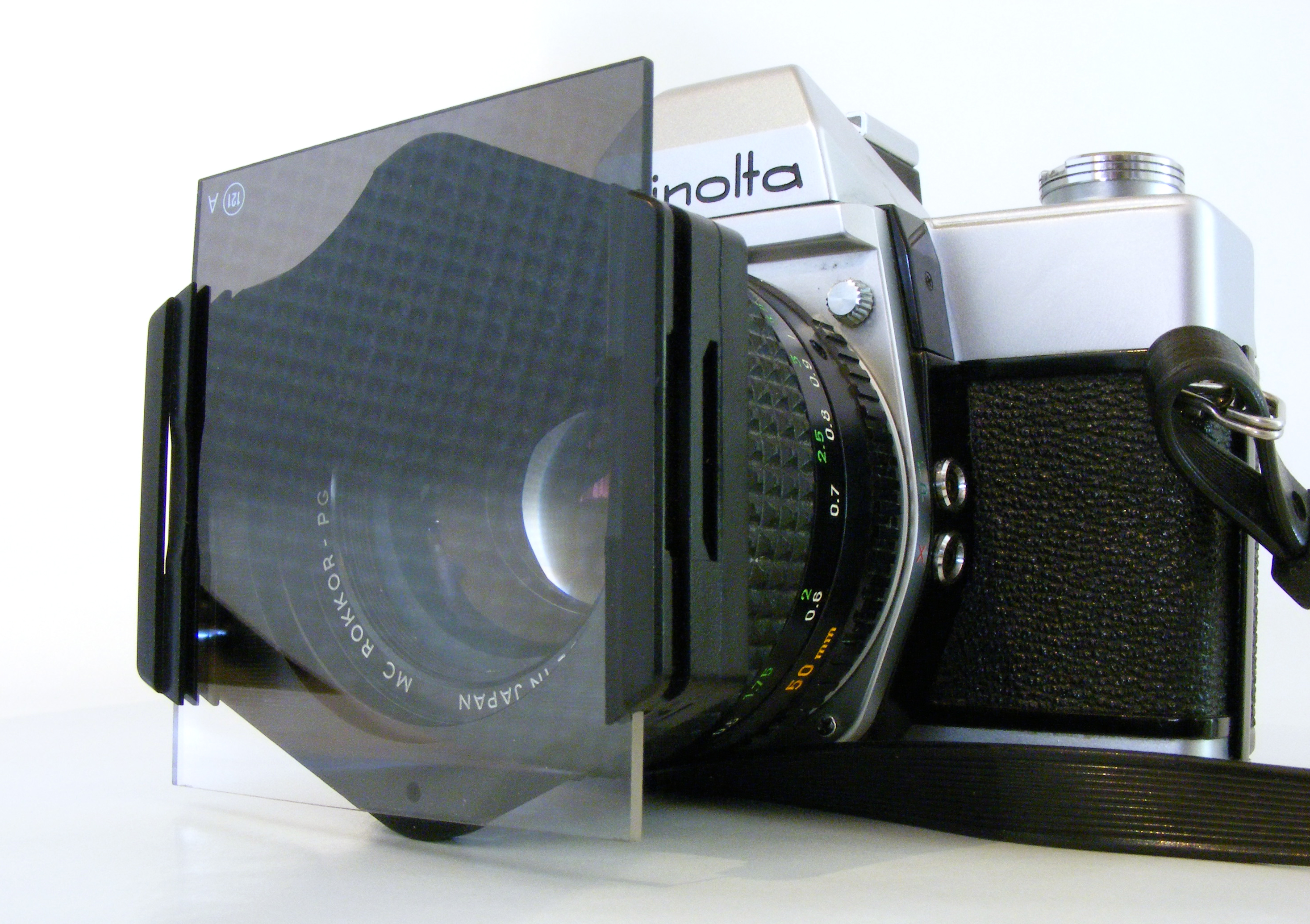
Filtre degradat de Cokin

## Història
L'empresa va ser fundada l'any 1978 pel fotògraf de moda i paisatge francès Jean Coquin, el qual va inventar i introduir al mercat el "Creative Filter System". L'any 2011, després d'uns anys de difícil administració, Cokin va ser adquirida pel grup japonès Kenko - Tokina Co. Ltd., qui es va fer càrrec de la gestió econòmica, deixant el disseny i la producció dels filtres a la seu original francesa.
El 1982 Cokin llança al mercat la mida de la sèrie P, dissenyada per adaptar-se a objectius fixos gran angular, els quals estaven guanyant popularitat al sector. Aquesta mateixa mida es comercialitza actualment com la "Sèrie M", la qual té 84mm d'ample, els anells adaptadors estan disponibles de 48mm a 82mm i consta de 140 models diferents d'efectes creatius.
El 1998 Cokin presenta el sistema X-PRO en resposta al gran interès dels fotògrafs pels objectius gran angular. Aquest, demostra ser la solució perfecta al problema del vinyetatge. Aquest sistema ara es comercialitza actualment com a "Sèrie L", la qual té 100mm d'ample i els anells adaptadors estan disponibles de 49mm a 96mm.

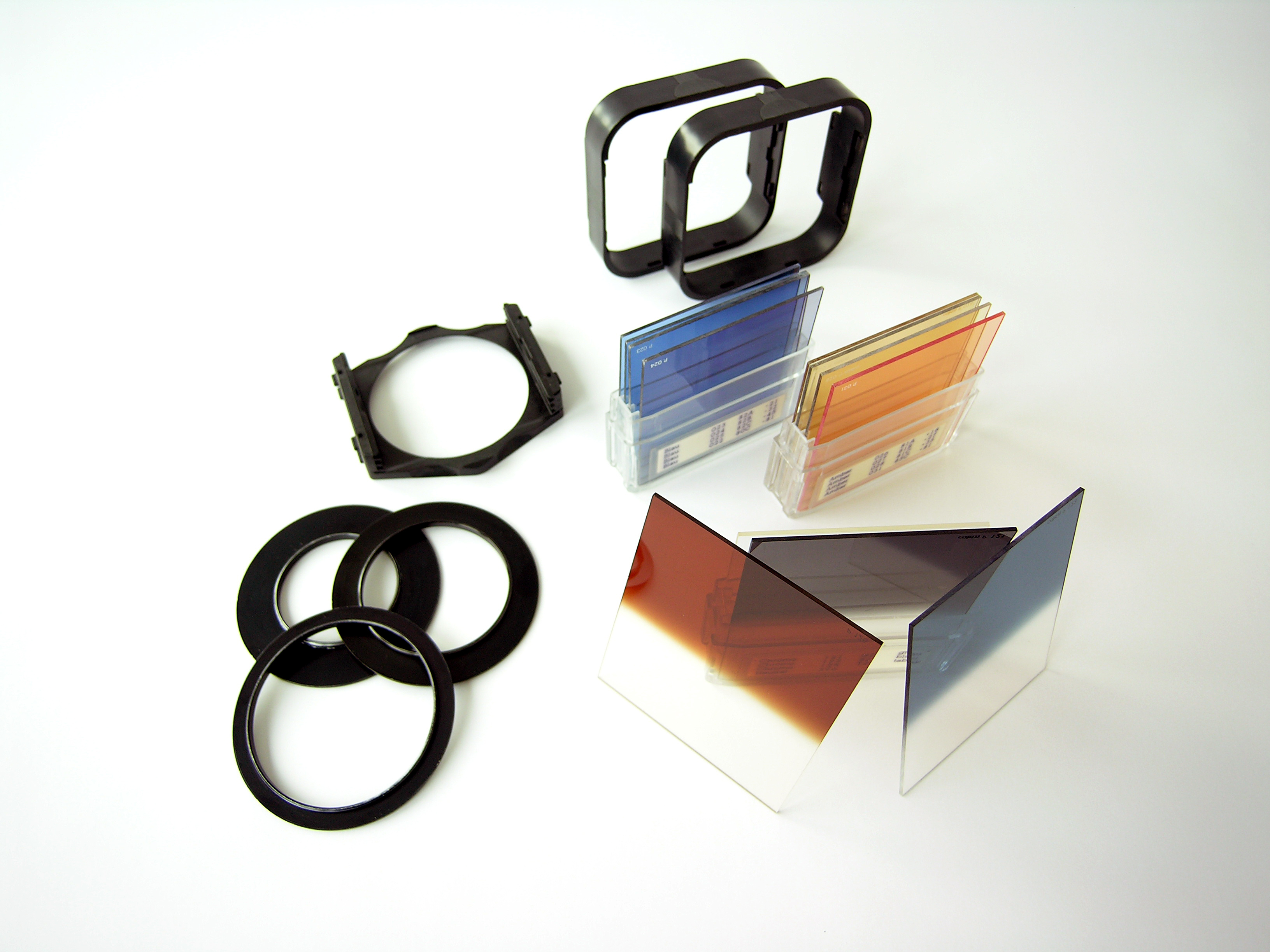
Sistema de filtres de Cokin

El 2005 al final de dos anys d'investigació i desenvolupament, l'equip de Cokin presenta el sistema Z-PRO. Creat per respondre a les necessitats dels fotògrafs professionals, constitueix una solució pràctica, fiable i ergonòmica a nombrosos problemes amb filtres de rosca. Tenen els avantatges de la sèrie L i una millor qualitat de construcció, la millora mecànica del bloqueig del filtre. La sèrie Z-PRO ara es comercialitza actualment com a "Sèrie XL", la qual té 130mm d'ample i els anells adaptadors estan disponibles de 62mm a 112mm.
També existeix la sèrie A, la qual es va dissenyar per a les càmeres sense mirall, també coneguda com a Snap, la qual té 67mm d'ample i els anells adaptadors estan disponibles de 36mm a 62mm.

## Productes
Cokin compta amb una gran producció de filtres de placa, els quals classifiquen en les següents categories:
- Filtres de densitat neutre
- Filtres de color per a fotografia en blanc i negre
- Filtres de color per a fotografia en color
- Filtres de color degradats
- Filtres de color per a la correcció del color
- Filtres polaritzadors
- Filtres de punt central
- Filtres d'efectes especials

A més dels filtres de placa, Cokin també fabrica filtres de rosca superfins en una sèrie que anomena "Pure Harmony", la qual va es va substituir per la sèrie que s'anomena "Nuances". Aquestes sèries inclouen filtres UV, polaritzadors circulars i de densitat neutre variable.
El material utilitzat en la producció dels filtres és el polímer CR-39 de vegades anunciat com a "vidre orgànic".